# Pląskowice
Pląskowice – wieś w Polsce położona w województwie świętokrzyskim, w powiecie koneckim, w gminie Fałków.
W latach 1975–1998 miejscowość administracyjnie należała do województwa piotrkowskiego.
W 2011 wieś zamieszkiwały 94 osoby.
Przez miejscowość przepływa niewielka rzeka Barbarka, dopływ Czarnej.
Wierni Kościoła rzymskokatolickiego należą do parafii Świętej Trójcy w Fałkowie.